# Henri Félix Emmanuel Philippoteaux
Henri Félix Emmanuel Philippoteaux (Parigi, 3 aprile 1815 – Parigi, 8 novembre 1884) è stato un pittore francese.

## Biografia
Philippoteaux apprese l'arte della pittura dal francese Léon Cogniet, ed espose il suo primo lavoro al Salon del 1833.
Uno dei suoi più celebri dipinti mostra l'assedio di Parigi della guerra franco-prussiana, realizzato sotto forma di ciclorama. Philippoteaux fu l'autore anche di un gran numero di quadri sull'ascesa al potere e il successo di Napoleone Bonaparte, incluso un ritratto del militare còrso nella sua uniforme reggimentale e un gruppo di pitture rappresentati le vittorie francesi nelle guerre napoleoniche. Venne onorato con la Legion d'onore nel 1846.
Ebbe un figlio, Paul Philippoteaux (1846–1923), anch'esso famoso per i ciclorama dipinti. Insieme collaborarono alla realizzazione de La Défense du Fort d'Issy en 1871 e de la Bataille de Gettysburg, quest'ultimo diventato un successo negli USA. Padre e figlio evidenziarono l'effetto artistico delle loro opere aggiungendo una terza dimensione, come ad esempio un diorama posto davanti alla pittura, o addirittura incorporando sezioni di muri e oggetti del campo di battaglia nei quadri.
Henri Félix Emmanuel Philippoteaux morì nel 1884 e il suo necrologio apparve nel The New York Times il 10 novembre 1884.

## Opere esposte nelle collezioni pubbliche
- Napoléon Bonaparte à la bataille de Rivoli, museo nazionale della reggia di Versailles.
- Les cuirassiers français chargent les carrés anglais, Victoria and Albert Museum, Londra.
- Bataille de Montebello, musée de l'Armée, Parigi.
- Arrivée des cendres de Napoléon à Courbevoie, museo nazionale del castello di Malmaison.
- Derniers combats au Père-Lachaise, museo d'arte e di storia di Saint-Denis.